# Сорокунский, Акинфий Иванович
Акинфий Иванович Сорокунский (1781 — 17 апреля 1833) — действительный статский советник, витебский губернатор, бессарабский губернатор.

## Биография
Во время Отечественной войны 1812 года занимался размещением и снабжением продовольствием войск в Гродненской губернии. С 1 января 1813 г. занимал должность экспедитора квартирмейской части в штабе князя Кутузова, военного советника (01.11.1813), начальника отделения канцелярии главнокомандующего 1-й армией (01.01.1816), генерал-провиантмейстера (08.11.1820-07.11.1822). 23.09.1820 г. пожалован чин действительного статского советника.
C 5.04.1823 по 24.03.1829 — Витебский губернатор. 30 сентября 1825 награждён орденом Святой Анны 1-й степени. Пожалован дворянским гербом 1828.12.03.
C 24.03.1829 по 17.04.1833 — Бессарабский губернатор.
К числу административных заслуг Акинфия Ивановича принадлежит издание в 1831 году в Петербурге сборника молдавских законов. Благодаря Сорокунскому в Кишиневе открылась публичная библиотека.
Он готовил к открытию в городе первой мужской гимназии, но не дожил несколько месяцев до её открытия несколько месяцев из-за скоропостижной кончины 17 апреля 1833.